# 蒂莫西鎮區 (明尼蘇達州克羅溫縣)
蒂莫西鎮區（英語：Timothy Township）是位於美國明尼蘇達州克羅溫縣的一個行政鎮區。

## 地方資料
蒂莫西鎮區的面積為92.31平方千米，當中陸地面積為89.01平方千米，而水域面積為3.30平方千米。根據2020年美國人口普查的數據，當地共有人口169人，而人口密度為每平方千米1.83人。